# ベイデン・カー
ベイデン・カー（Baden Kerr、1989年6月9日 - ）は、スーパーラグビーフィジアン・ドゥルアに所属するラグビーユニオン選手。

## プロフィール
- ニュージーランド出身[1]。
- ポジションはスタンドオフ(SO)。
- 身長 189cm、体重 90kg
- ニックネームはBades・Big B。

## 略歴
オークランド工科大学、カウンティーズ・マヌカウ、ブルーズ、 ベッドフォード・ブルーズ、サラセンズを経て、2018年、Honda HEAT(現・三重ホンダヒート)に加入。同年9月1日に行われたジャパンラグビートップリーグ第1節のリコーブラックラムズ戦にて先発出場で日本での公式戦初出場を果たす。
2020年、Honda Heatを退団後、カウンティーズ・マヌカウを経て、2021年、フィジアン・ドゥルアに加入。。